# A7V
Sturmpanzerwagen A7V a fost un tanc folosit de Imperiul German spre sfârșitul Primului Război Mondial. 100 de tancuri au fost comandate în primăvara anului 1918, însă numai 21 au fost livrate până la finalul războiului. A7V a fost singurul tanc de fabricație germană folosit în luptă în timpul Primului Război Mondial.

## Istorie
Înainte de Primul Război Mondial, armata germană a analizat unele proiecte ale unor vehicule blindate, însă nu a plasat nici o comandă din cauza interesului scăzut. Primele autoblindate germane au fost construite numai după ce trupele germane au întâlnit unele modele ale Aliaților în 1914. După apariția tancurilor britanice Mark I pe Frontul de Vest, în timpul Bătăliei de pe Somme din 1916, Comandamentul Suprem al Armatei a decis demararea unui program propriu de fabricație a tancurilor. Un birou de proiectare, denumit Allgemeines Kriegsdepartement, 7. Abteilung, Verkehrswesen (Departamentul General de Război, Secția 7, Transporturi) a fost înființat în luna septembrie a anului 1916. Programul de dezvoltare al tancului german era condus de către Joseph Vollmer, căpitan în rezervă și inginer automobilist. Primul prototip al tancului a fost testat pe 30 aprilie 1917. Primul vehicul din preserie a fost fabricat în septembrie 1917, iar primul model de serie a fost construit în luna octombrie a aceluiași an.
Tancul A7V a apărut mult prea târziu și într-un număr mult prea mic pentru a avea un impact pe Frontul de Vest. Considerat a fi un proiect nereușit, tancul urma a fi înlocuit de alte modele aflate în faza de dezvoltare sau planificate a intra în producție. La sfârșitul războiului aceste planuri au fost însă abandonate. Dintre cele aproximativ 50 de tancuri folosite de Imperiul German în timpul Primului Război Mondial, majoritatea erau tancuri britanice Mark IV capturate (denumite Beutepanzer în cadrul armatei germane).

## Exemplare fabricate
- 501 Gretchen: casat de Aliați în 1919 (femelă).
- 502: casat de germani în luna octombrie a anului 1918.
- 503 Totenkopf: casat de germani în octombrie 1918.
- 504 Schnuck: distrus lângă Fremicourt pe 31 august 1918.
- 505 Baden I: casat de Aliați în 1919.
- 506 Mefisto: distrus lângă Villers-Bretonneux pe 24 aprilie 1918, recuperat de armata australiană, expus în prezent la Muzeul Queensland din Brisbane, Australia.
- 507 Cyklop:  casat de Aliați în 1919.
- 525 Siegfried:  casat de Aliați în 1919.
- 526: casat de germani pe 1 iunie 1918.
- 527 Lotti: distrus lângă Pompelle Fort pe 1 iunie 1918.
- 528 Hagen: distrus lângă Fremicourt pe 31 august 1918.
- 529 Nixe 2: distrus lângă Remis pe 31 mai 1918, recuperat de către americani și casat la Muzeul Aberdeen Proving Grounds în 1942.
- 540 Heiland:  casat de Aliați 919.
- 541: casat de Aliați în 1919.
- 542 Elfriede: distrus lângă Villers-Bretonneux pe 24 aprilie 1918.
- 543 Hagen, Adalbert, König Wilhelm:  casat de Aliați în 1919.
- 560 Alter Fritz: distrus lângă Iwuy pe 11 octombrie 1918.
- 561 Nixe: casat de germani pe 24 aprilie 1918.
- 562 Herkules: casat de germani după 31 august 1918.
- 563 Wotan:  casat de Aliați în 1919.
- 564: casat de Aliați în 1919.

## A7V în muzee

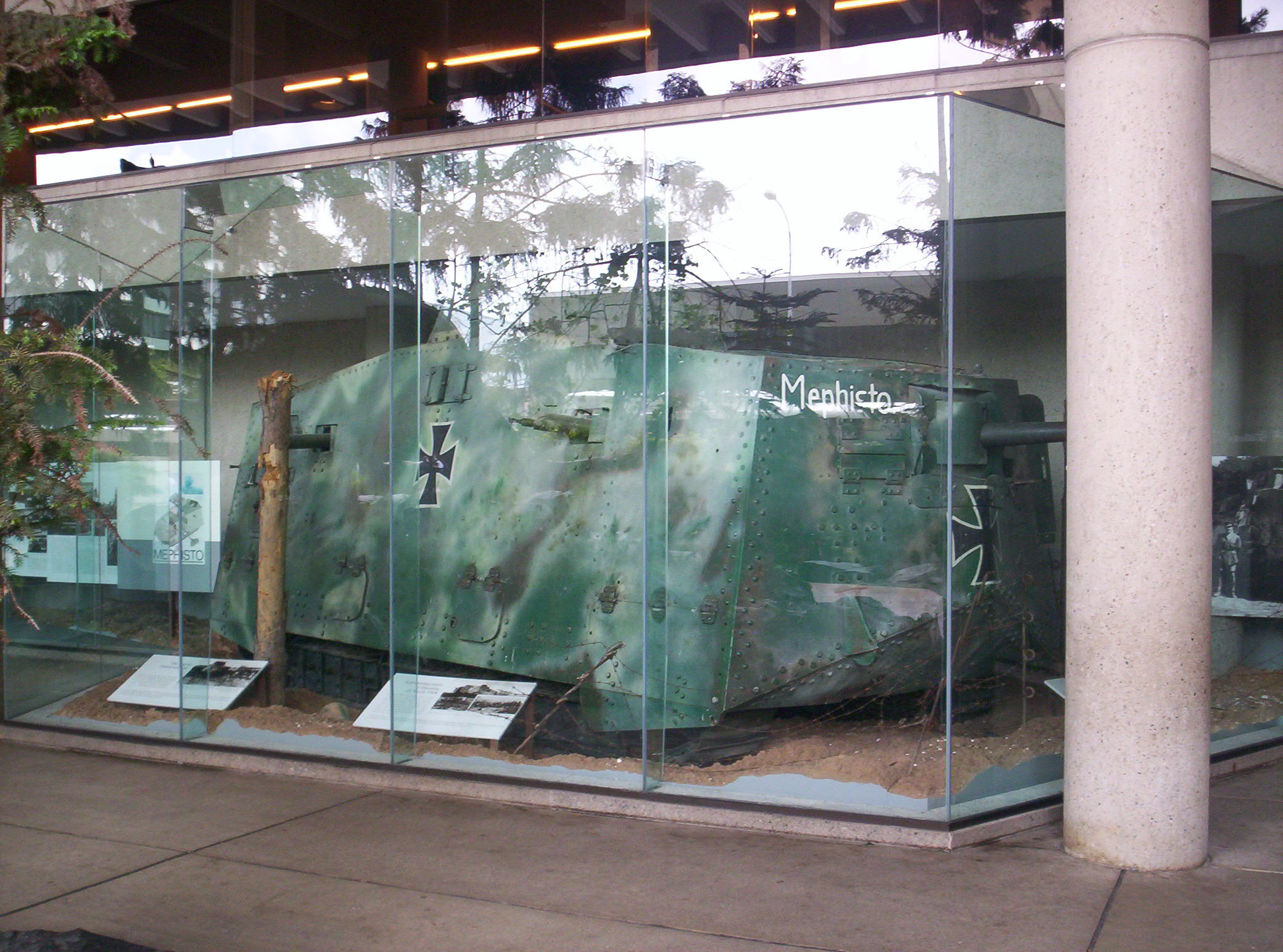
A7V Mefisto aflat în conservare.

Tancul A7V Mefisto, capturat de armata australiană, este expus la Muzeul Queensland din Brisbane, Australia. Tancul este singurul exemplar păstrat până în prezent. Tunul unui tanc A7V este expus la Imperial War Museum North din Manchester. Două replici la scara 1:1 au fost construite. O replică, denumită Wotan, este expusă la Muzeul Tancului German din Munster, Germania. Cealaltă replică, denumită Schnuck, este expusă la Muzeul Tancului din Bovington, Marea Britanie.

## Imagini

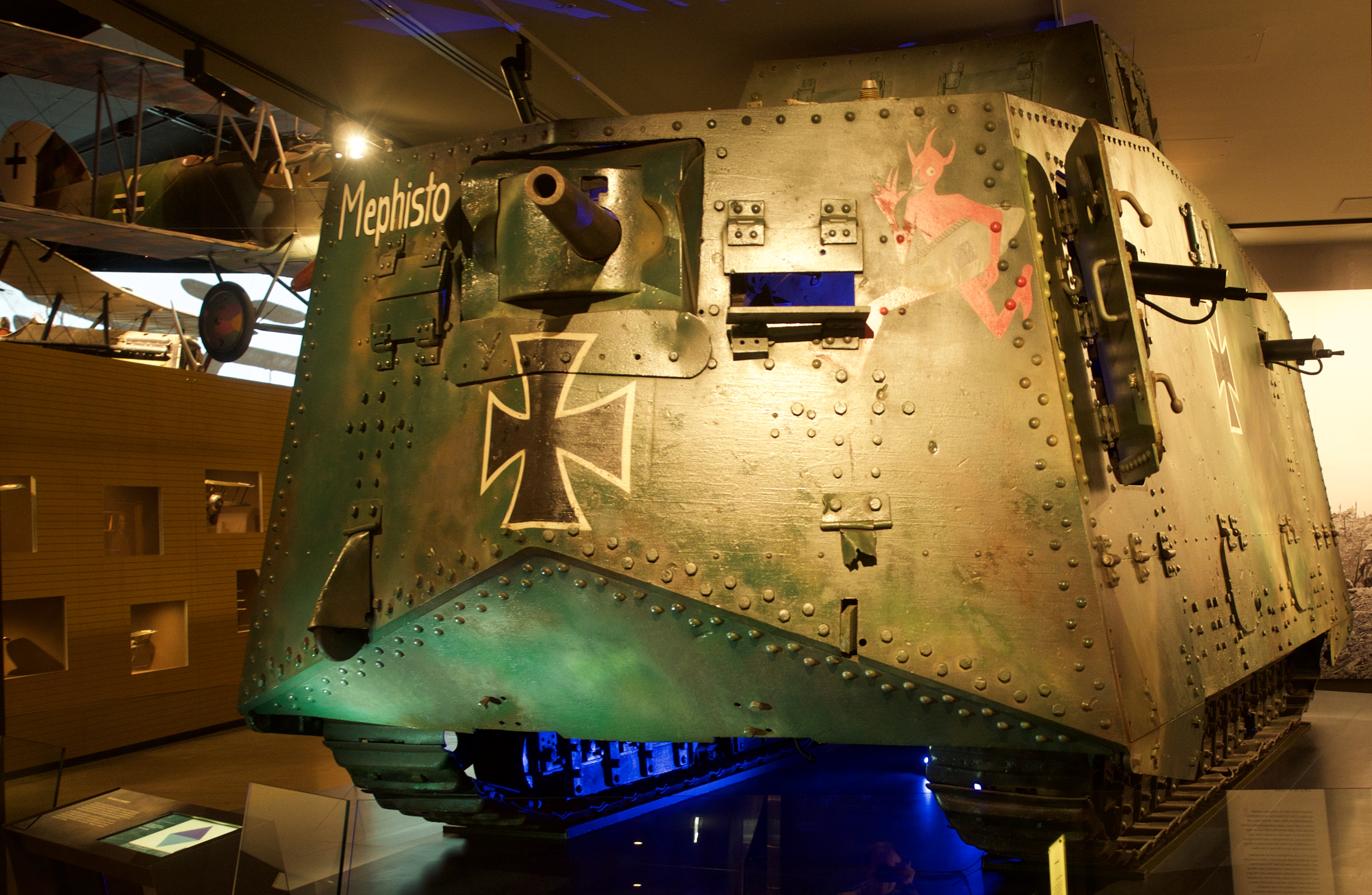
A7V Mefisto aflat în conservare.
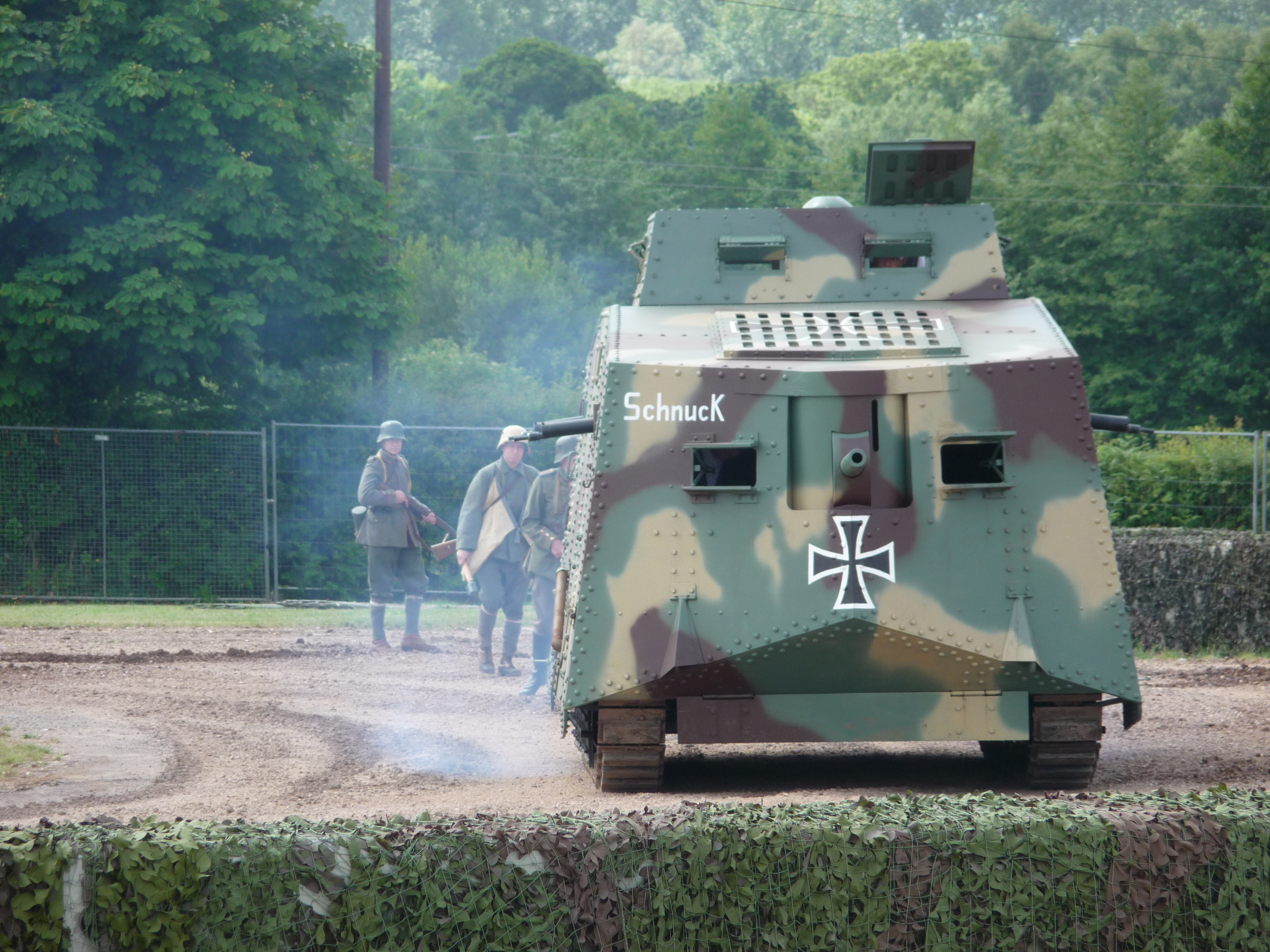
Replică a tancului A7V la Bovington în timpul unei expuneri publice (iunie 2009)
Panzerwagen A7V
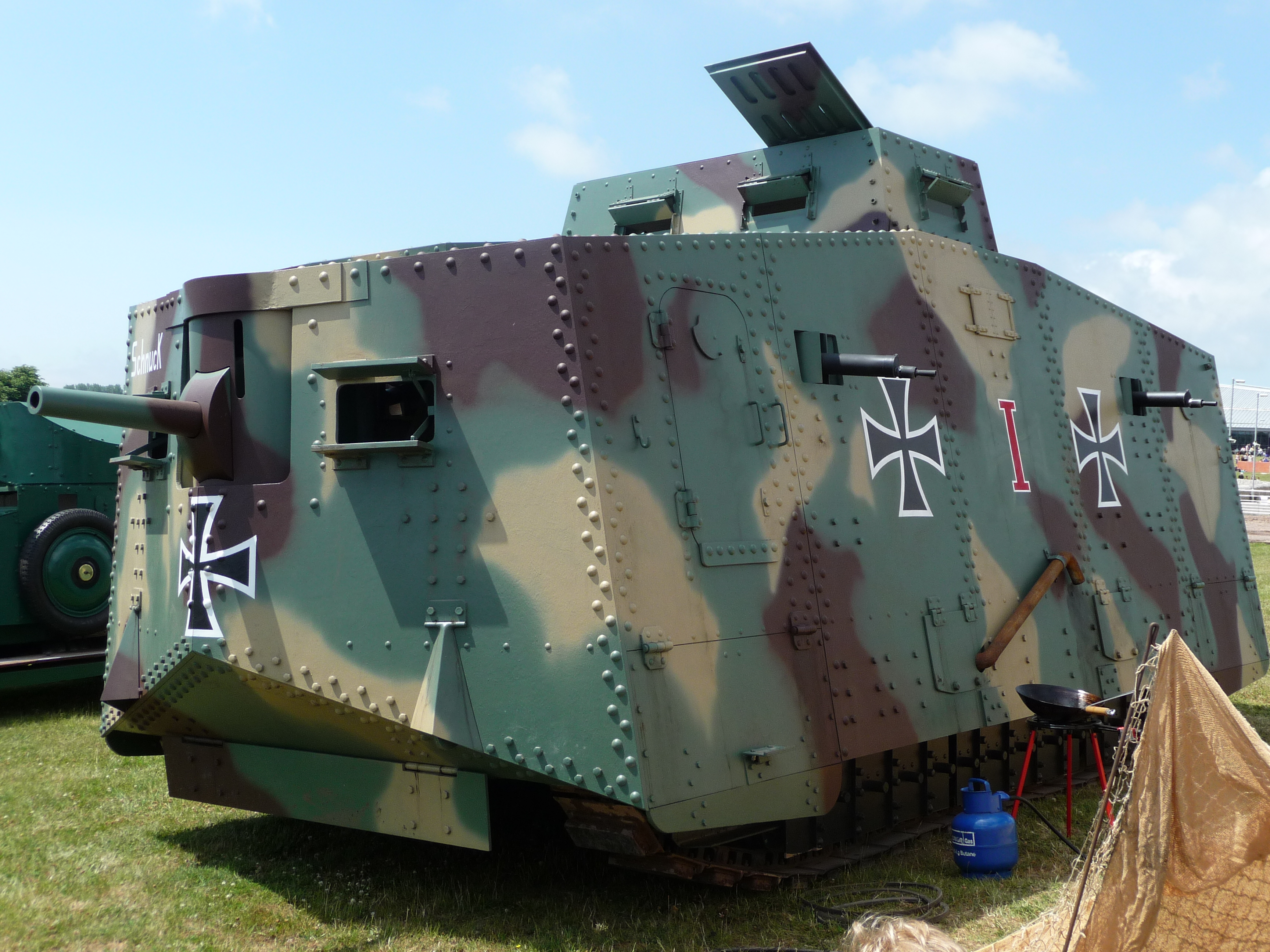
Replica tancului A7V cu nr. 504 Schnuck, din Muzeul tancului din Bovington, Marea Britanie.